# Banksula melones
Banksula melones is een hooiwagen uit de familie Phalangodidae. De wetenschappelijke naam van de soort werd voor het eerst geldig gepubliceerd door Briggs in 1974.
De soort staat als kwetsbaar (Vulnerable) op de Rode Lijst van de IUCN, beoordelingsjaar 1996. Hij is endemisch in Californië, Verenigde Staten.